# Michal

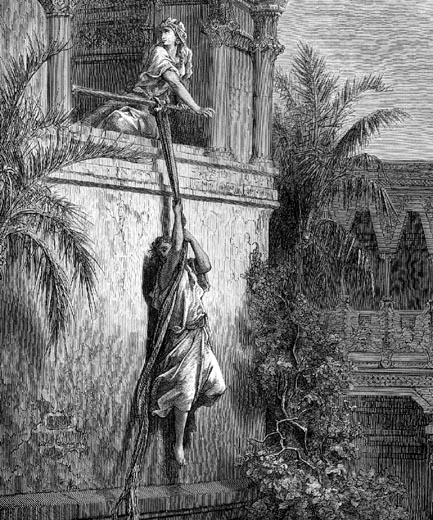
"Michal helpt David te ontsnappen" (gravure van Gustave Doré, 1865)

Michal, Mikal of Michol (Hebreeuws: מיכל, een verkorte vorm van Michaël, "wie is als God?") was volgens de Hebreeuwse Bijbel de jongere dochter van de Israëlitische koning Saul en Achinoam en trouwde met haar vaders opvolger, koning David. Ze kreeg geen kinderen.
Haar oudere zuster Merab zou oorspronkelijk met David trouwen, maar werd aan een andere man gegeven (1 Samuel 18:17-19). Koning Saul ging er slechts tegen zijn zin in mee akkoord dat Michal met David zou trouwen, want hij haatte David omdat het volk van David hield en hij had al besloten David te doden. Saul beval hem daarom als bruidsschat de voorhuiden van honderd dode Filistijnen te brengen, in de hoop dat David in deze strijd om het leven zou komen. David slaagde er echter in de opgave te volbrengen en bracht zelfs tweehonderd voorhuiden mee, waarop hij met Michal mocht trouwen (1 Samuel 18:21-30).
Saul bleef David haten. Nadat hij eerst zijn schoonzoon bijna met een speer gedood had en David hierop naar Michal gevlucht was, beval Saul zijn soldaten dat ze naar Davids huis moesten gaan om hem te halen. Michal kreeg dit plan echter te horen en ze hielp David door hem 's nachts met een touw uit het raam van zijn huis te laten ontsnappen. Ze legde een terafim in zijn bed en overtrok dit met een geitenvel, zodat het leek alsof het mensenhaar was, en zei dat David ziek in bed lag. De soldaten ontdekten de list en toen Saul Michal een verklaring vroeg, loog ze tegen haar vader dat David haar gedreigd had te doden als zij hem niet zou helpen ontkomen (1 Samuel 19:8-17).
Het huwelijk tussen Michal en David werd kort daarop door Saul ontbonden en Michal trouwde met Paltiël (1 Samuel 25:44). Enkele jaren later, toen David een leger achter zich had staan, liet hij Michal halen en naar hem toebrengen, waarna Paltiël haar huilend volgde totdat hij werd weggestuurd (2 Samuel 3:14-16).
Enige jaren later was Michal met David naar de nieuwe hoofdstad Jeruzalem getrokken. Vanuit een venster keek Michal naar de processie waarmee de Ark van het Verbond feestelijk werd ingehaald. Toen ze zag dat David slechts gekleed in een linnen priesterkleed voor de ark danste, ging ze hem minachten. Toen David na de festiviteiten thuis kwam, sprak Michal hem aan dat hij zich als een dwaas had gedragen. Aan het slot van het verhaal wordt de suggestie gewekt dat Michal hierdoor kinderloos bleef (2 Samuel 6:14-23; 1 Kronieken 15:29).